# Chad Muma
Chad Muma (Denver, 18 agosto 1999) è un giocatore di football americano statunitense che milita nel ruolo di linebacker per i Jacksonville Jaguars della National Football League (NFL).

## Carriera

### Jacksonville Jaguars
Al college Muma giocò a football all'Università del Wyoming. Fu scelto nel corso del terzo giro (70º assoluto) assoluto nel Draft NFL 2022 dai Jacksonville Jaguars. Debuttò come professionista subentrando nella gara del primo turno contro i Washington Commanders mettendo a segno un tackle. La sua stagione da rookie si concluse con 47 placcaggi e 1,5 sack in 16 presenze, di cui 2 come titolare.